# 鬐甲

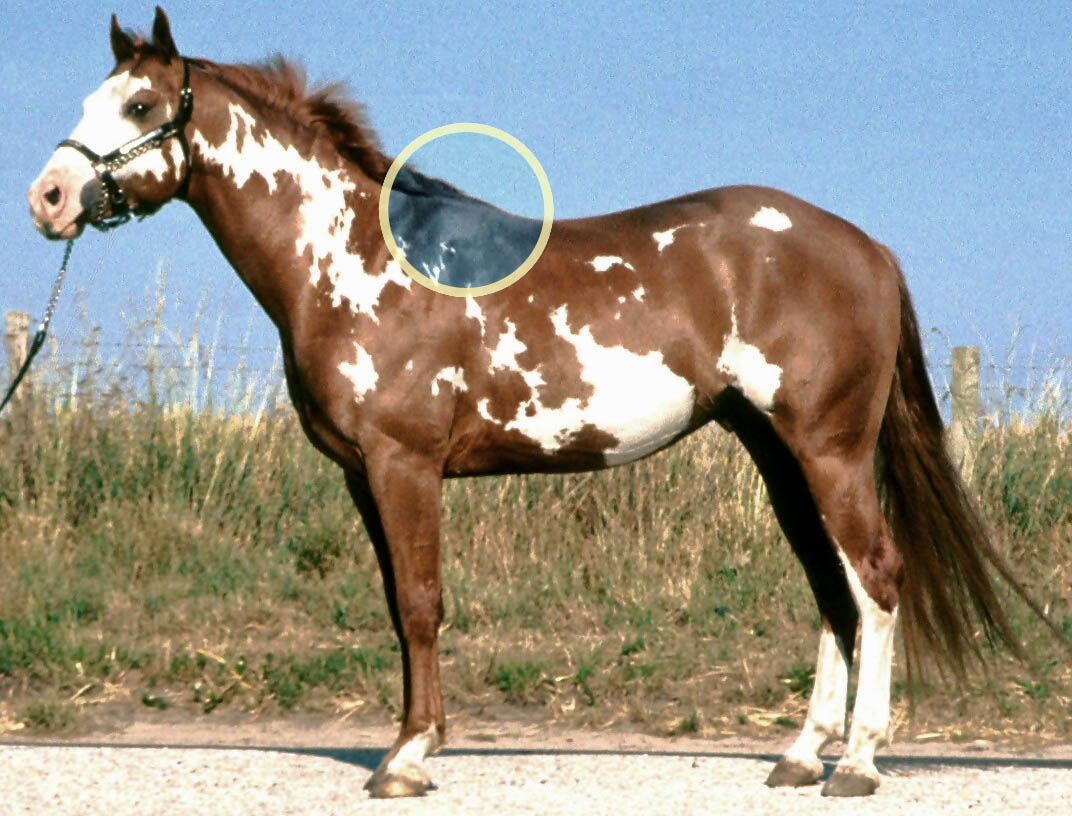
ウマの鬐甲の位置

ウシでは鬐甲は、4番の部位に含まれる。

鬐甲（きこう、Withers）は、動物、特に四足歩行をする動物の肩甲骨の間の突起部である。多くの種では、この突起部は、体高の最も高い部分になる。ウマやイヌでは、動物の体高を測定する基準となる。一方、ウシは尻の頂部で体高を測定することが多い。

## ウマ
ウマの鬐甲は、おおよそ第3胸椎から第11胸椎の後根脊髄突起から形成される。これは、この領域では異常な長さである。多くのウマは、18個の胸椎を持つ。鬐甲部分の突起は、長さが30cm以上にもなる。
鬐甲は、ウマの頭がそうであるように、地面に対して相対的に動かないので、ウマの体高の測定の基準として使用される。ウマの体高は、手の大きさを4インチとして「ハンド」という単位で測られることがある。小さなポニーから大きな役畜としてのウマまで、ウマの体高は非常に多様性があるが、平均的なサラブレッドの体高は163cm、ポニーは最大で147cmである。

### コンフォメーション
ウマの鬐甲は、ウマのコンフォメーションを評価する際に考慮される。鬐甲は胴体の筋肉の重要な接着点と考えられるため、一般的に、ウマは明瞭な鬐甲を持つべきとされる。鬐甲が高すぎるものは胸部が狭いため荷鞍を付けるのが難しく、低すぎるものは十分な隆起がなく荷鞍の固定が難しいため、中間的な高さのものが好まれる。
より重要なのは、後根脊髄突起が肩と頸を支える筋肉の接着点となることである。ウマには鎖骨がないため、肩を後ろ向きに自由に回すことができる。鬐甲の椎骨が前後に長いと肩はさらに自由に後ろに動かすことができる。これにより歩幅を大きくすることができ、走る速度が上がる。また、鬐甲はジャンプの際にも重要である。ジャンプの際に前脚を地面と平行にするためには肩を後ろ向きに回す必要があり、それによって膝を上に持ち上げ、前脚の下部が邪魔にならないようにする。従って、鬐甲は、ウマのコンフォメーションにおいて最も重要なポイントである肩に直接影響を与えることになる。

## イヌ
イヌでは、鬐甲の高さは、様々なドッグスポーツにおいて、ジャンプの高さを決定するのに用いられる。また、イヌがドッグショーに参加するための犬種標準の一つとしても良く用いられる。